# Landtagswahlkreis Leonberg
Der Wahlkreis Leonberg (Wahlkreis 06) ist ein Landtagswahlkreis in Baden-Württemberg. Er umfasste bei der Landtagswahl 2021 die Gemeinden Aidlingen, Bondorf, Deckenpfronn, Gäufelden, Grafenau, Herrenberg, Jettingen, Leonberg, Mötzingen, Nufringen, Renningen, Rutesheim, Weil der Stadt und Weissach aus dem Landkreis Böblingen. 
Die Grenzen der Landtagswahlkreise wurden nach der Kreisgebietsreform von 1973 zur Landtagswahl 1976 grundlegend neu zugeschnitten und seitdem nur punktuell geändert. Überdurchschnittliches Bevölkerungswachstum machte zur Landtagswahl 2006 erstmals eine Verkleinerung des Wahlkreises Leonberg notwendig. Deswegen wurde die Gemeinde Ehningen dem benachbarten Wahlkreis Böblingen zugeordnet. Seit der Landtagswahl 2011 ist auch die Gemeinde Gärtringen an den Wahlkreis Böblingen angegliedert.

## Wahl 2021
Die Landtagswahl 2021 hatte im Wahlkreis Leonberg dieses Ergebnis:
| Direktkandidat       | Partei        | Stimmen in % | Landtagswahl 2016 Stimmen in % |
| -------------------- | ------------- | ------------ | ------------------------------ |
| Peter Seimer         | Grüne         | 32,7         | 31,9                           |
| Sabine Kurtz         | CDU           | 26,0         | 27,5                           |
| Peter Keßler         | AfD           | 8,1          | 14,9                           |
| Jan Hambach          | SPD           | 10,6         | 11,3                           |
| Hans Dieter Scheerer | FDP           | 11,7         | 9,5                            |
| Robert Schacht       | Die Linke     | 2,3          | 2,2                            |
| Joachim Paret        | ÖDP           | 0,7          | 0,7                            |
| Jessica Emminghaus   | Die PARTEI    | 1,4          | –                              |
| Dieter Seipler       | Freie Wähler  | 3,5          | –                              |
| Kurt Ebert           | dieBasis      | 0,8          | –                              |
| Jürgen Mögel         | Eine für Alle | 0,2          | –                              |
| Guido Mennicken      | KlimalisteBW  | 0,7          | –                              |
| Anja Stäbler         | WiR2020       | 0,7          | –                              |
| Jonathan Messinger   | Volt          | 0,5          | –                              |

## Wahl 2016
Die Landtagswahl 2016 hatte folgendes Ergebnis:
| Direktkandidat       | Partei    | Stimmen in % | Landtagswahl 2011 Stimmen in % 1 |
| -------------------- | --------- | ------------ | -------------------------------- |
| Bernd Murschel       | Grüne     | 31,9         | 24,5                             |
| Sabine Kurtz         | CDU       | 27,5         | 39,1                             |
| Miguel Klauß         | AfD       | 14,9         | –                                |
| Angelika Klingel     | SPD       | 11,3         | 21,9                             |
| Hans Dieter Scheerer | FDP       | 09,5         | 06,7                             |
| Gitte Hutter         | Die Linke | 02,2         | 02,2                             |
| Michael Armbrecht    | Piraten   | 00,9         | 02,1                             |
| Gert Widmann         | ALFA      | 00,7         | –                                |
| Tobias Paret         | ödp       | 00,7         | 00,5                             |
| Janus Nowak          | NPD       | 00,4         | 01,2                             |
| Robert Lustinetz     | REP       | 00,2         | 00,9                             |

## Wahl 2011
Die Landtagswahl 2011 hatte folgendes Ergebnis:
| Direktkandidat    | Partei    | Stimmen in % | Landtagswahl 2006 Stimmen in % |
| ----------------- | --------- | ------------ | ------------------------------ |
| Sabine Kurtz      | CDU       | 39,1         | 42,7                           |
| Bernd Murschel    | Grüne     | 24,5         | 12,7                           |
| Tobias Brenner    | SPD       | 21,9         | 22,7                           |
| Heiderose Berroth | FDP       | 06,7         | 13,6                           |
| Günter Roth       | Die Linke | 02,2         | WASG: 2,9                      |
| Bernhard Meyer    | Piraten   | 02,1         | –                              |
| Janus Nowak       | NPD       | 01,2         | 00,8                           |
| Dieter Burr       | AUF       | 01,0         | –                              |
| Björn Schneider   | REP       | 00,9         | 02,5                           |
| Guido Klamt       | ödp       | 00,5         | 00,7                           |
| –                 | Sonstige  | –            | 01,4                           |

## Abgeordnete seit 1976
Bei den Landtagswahlen in Baden-Württemberg hat jeder Wähler nur eine Stimme, mit der sowohl der Direktkandidat als auch die Gesamtzahl der Sitze einer Partei im Landtag ermittelt werden. Dabei gibt es keine Landes- oder Bezirkslisten, stattdessen werden zur Herstellung des Verhältnisausgleichs unterlegenen Wahlkreisbewerbern Zweitmandate zugeteilt. Die zuletzt bei der Wahl 2006 gültige Regelung sah eine Zuteilung dieser Mandate nach absoluter Stimmenzahl auf Ebene der Regierungsbezirke vor. Deswegen konnten bislang vergleichsweise viele Bewerber aus dem Wahlkreis Leonberg ein Landtagsmandat erringen.
Den Wahlkreis Leonberg vertraten seit 1976 folgende Abgeordnete im Landtag:
| Partei | Art des Mandats | Gewählte                                                                                       |
| ------ | --------------- | ---------------------------------------------------------------------------------------------- |
| CDU    | Erstmandat      | Rudolf Decker 1976, 1980, 1984, 1988 Wolfgang Rückert 1992, 1996, 2001 Sabine Kurtz 2006, 2011 |
| CDU    | Zweitmandat     | Sabine Kurtz 2016, 2021                                                                        |
| Grüne  | Erstmandat      | Bernd Murschel 2016 Peter Seimer 2021                                                          |
| Grüne  | Zweitmandat     | Joachim Schütz 1984 Johannes Buchter 1992, 1996 Bernd Murschel 2006, 2011                      |
| SPD    | Zweitmandat     | Werner Grunert 1976, 1980, 1984 Birgit Kipfer 1988, 1992, 1996, 2001, 2006                     |
| FDP    | Zweitmandat     | Oskar Marczy 1980 Heiderose Berroth 1996, 2001, 2006 Hans Dieter Scheerer 2021                 |
| REP    | Zweitmandat     | Richard Eckert 1992                                                                            |